# Karagana podolska
Karagana podolska (Caragana frutex) – gatunek rośliny z rodziny bobowatych. Występuje w Azji Środkowej, na Syberii, Kaukazie, w Chinach oraz w południowo-wschodniej i wschodniej Europie. W Polsce nie występuje na stanowiskach naturalnych, jest uprawiana.

## Morfologia
Krzew dorastający do 4 m wysokości. Liście dłoniaste, złożone są z 4 jajowatych listków. Kwiaty motylkowe w kolorze żółtym, pojedyncze. Owoc – strąk.
Roślina ozdobna, sadzona w parkach i ogrodach. W Polsce używana na formy żywopłotów.

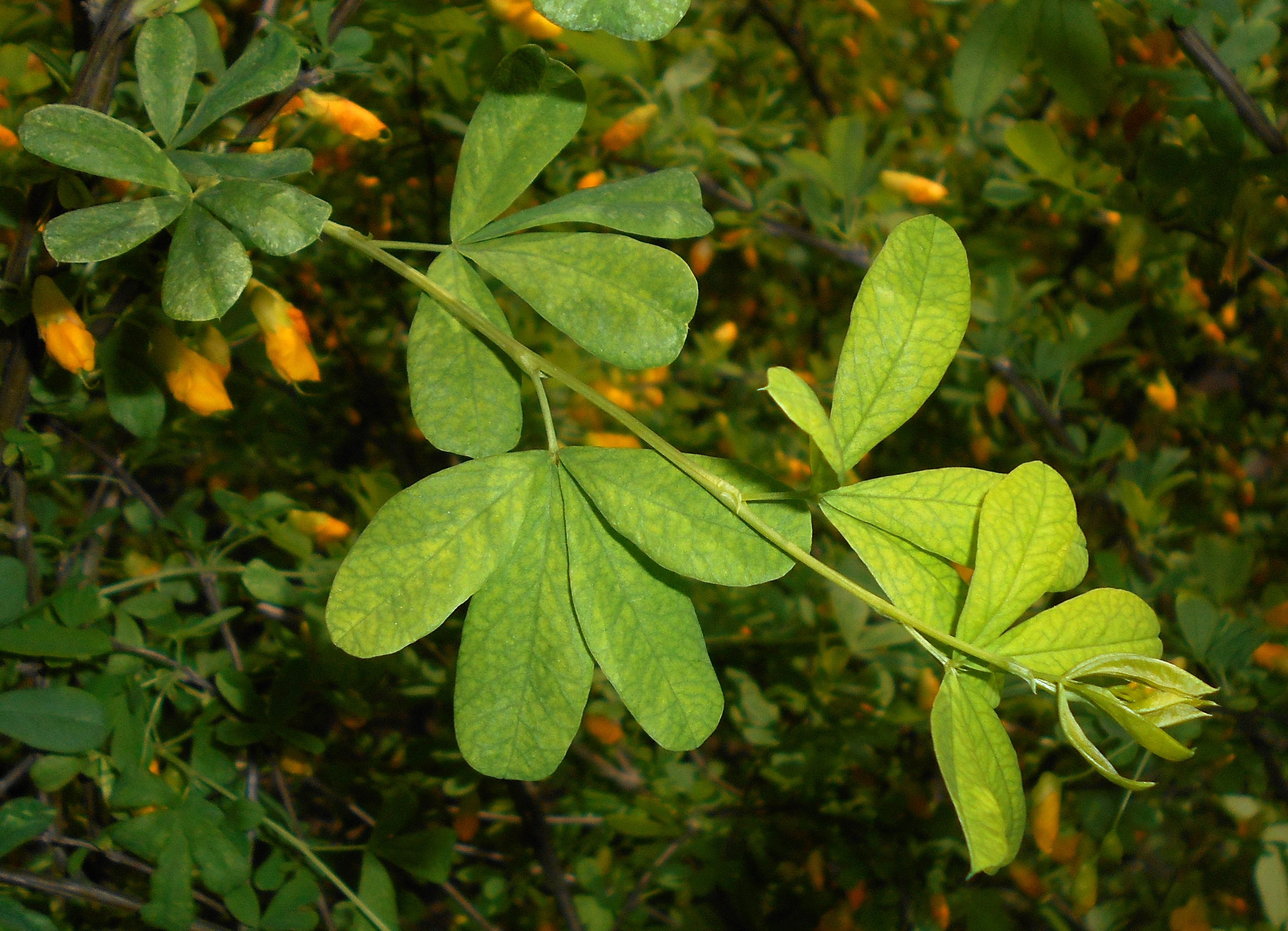
Liście
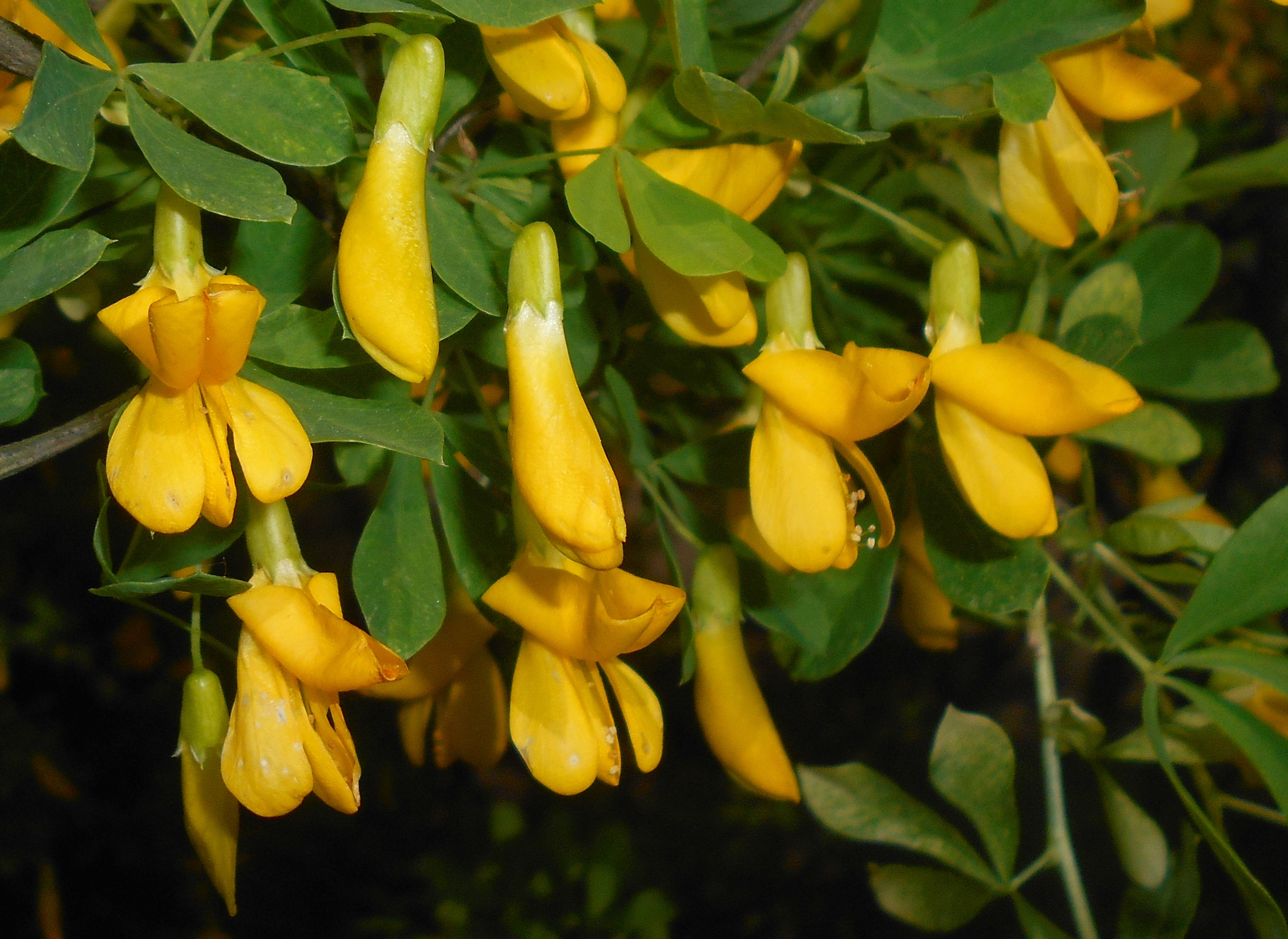
Kwiaty
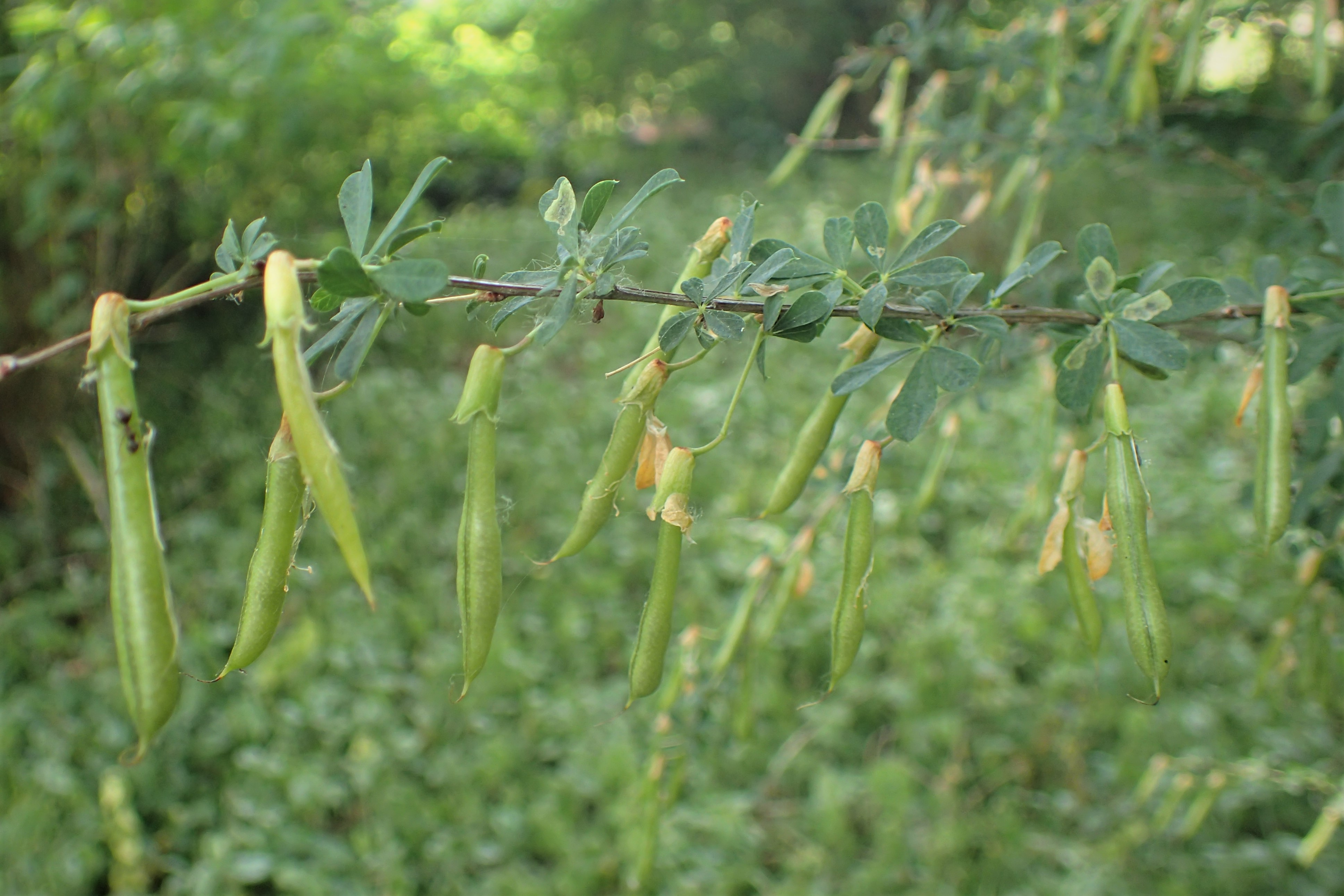
Strąki z owocami